# الطريق الوطني رقم 8 (الجزائر)
الطريق الوطني 8 (RN8)، طريق وطني جزائري، يربط العاصمة بمدينة بوسعادة (ولاية المسيلة)، بطول حوالي 269 كم. يُكنى بـ«طريق الغنم».

## تاريخ
تم تشييده عام 1879.

## المسار
مسارالطريق يمر بعدة مدن أهمها: العاصمة - الأربعاء - تابلاط - بئر غبالو - سور الغزلان - سيدي عيسى - عين الحجل - بوسعادة
يمر بالولايات التالية:
- ولاية الجزائر
- ولاية البليدة
- ولاية المدية
- ولاية البويرة
- ولاية المسيلة

## منشآت فنية

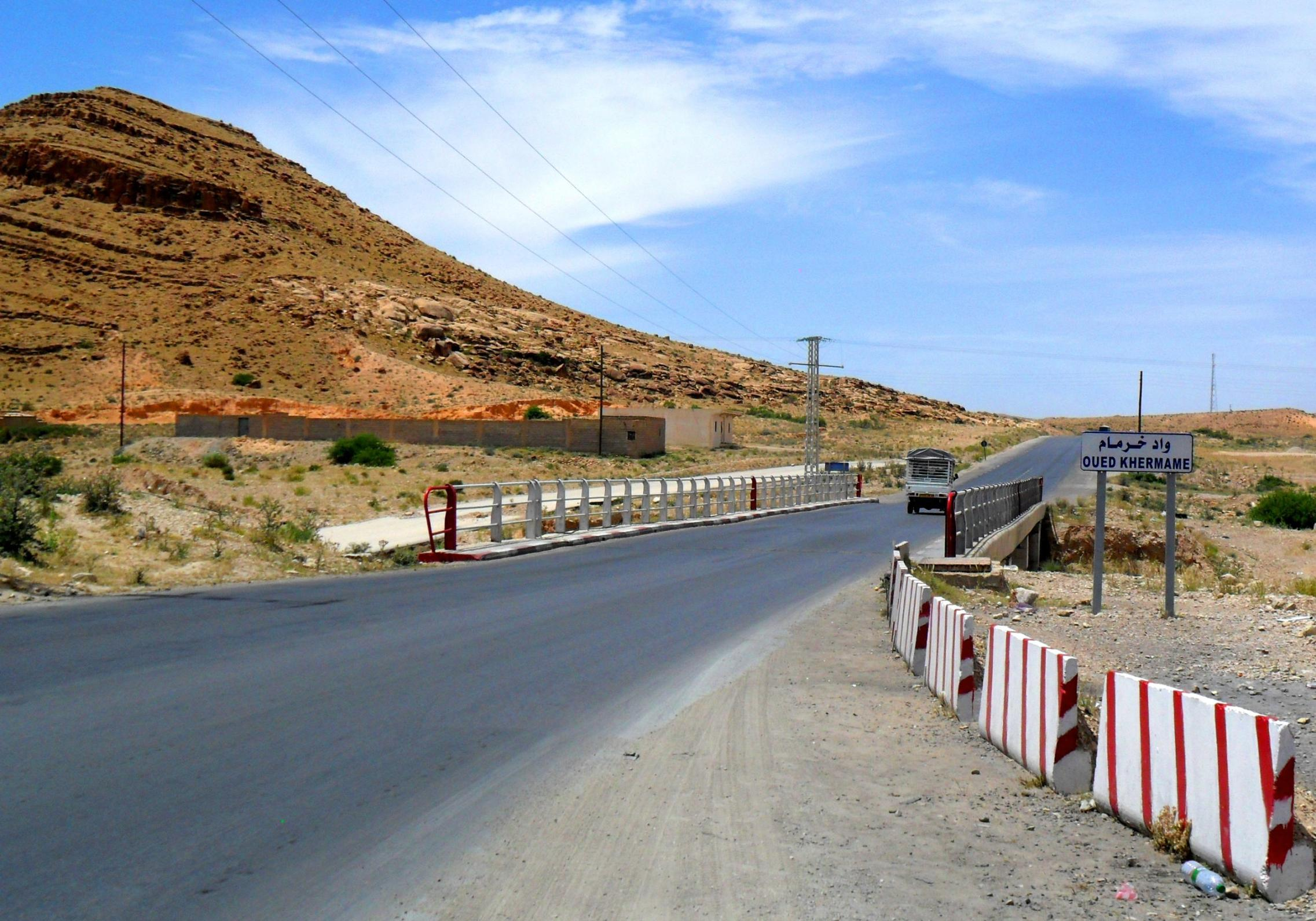
جسر على واد خرمام

- جسر على واد خرمام

## ازدواجة الطريق
- مقطع  سيدي عيسى - عين الحجل على مسافة 30 كلم.[1]

## حركة المرور
يعرف الطريق الوطني رقم 8 حركة مرور تزيد عن 15 ألف مركبة من مختلف الأحجام يوميًا أغلبها مركبات الوزن الثقيل.

## معرض صور

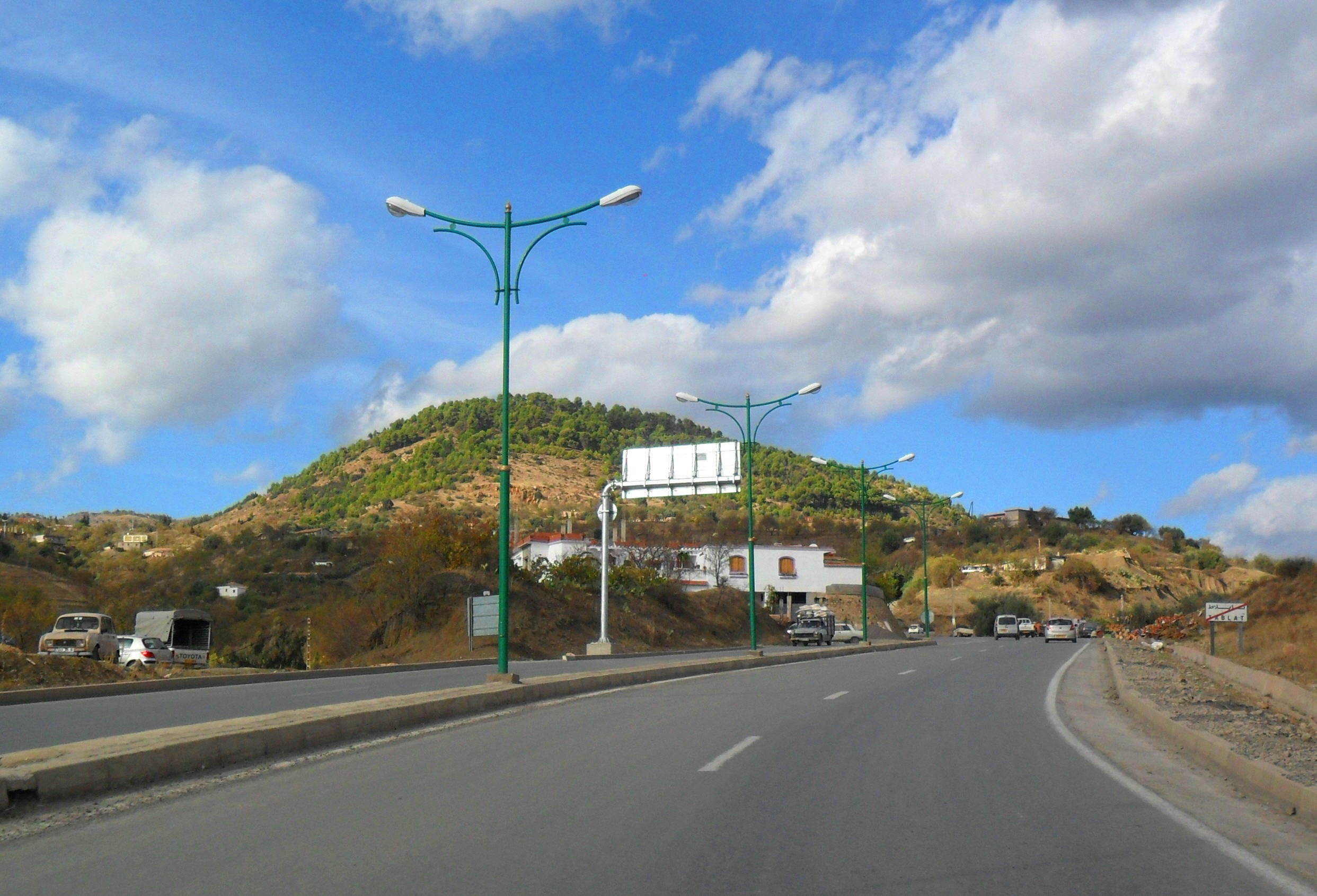
مدخل مدينة تابلاط (ولاية المدية)
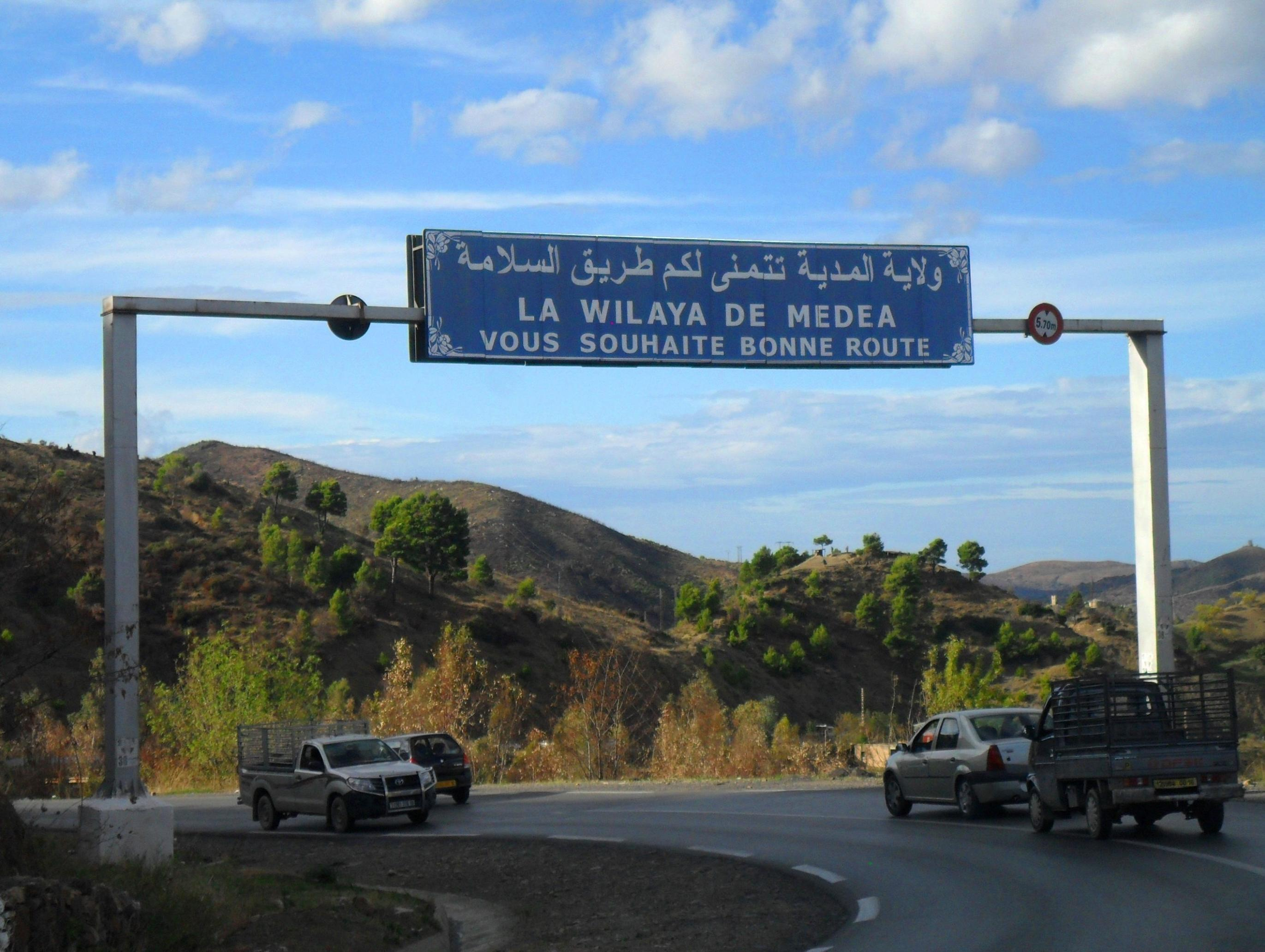
حدود ولايتي البليدة والمدية
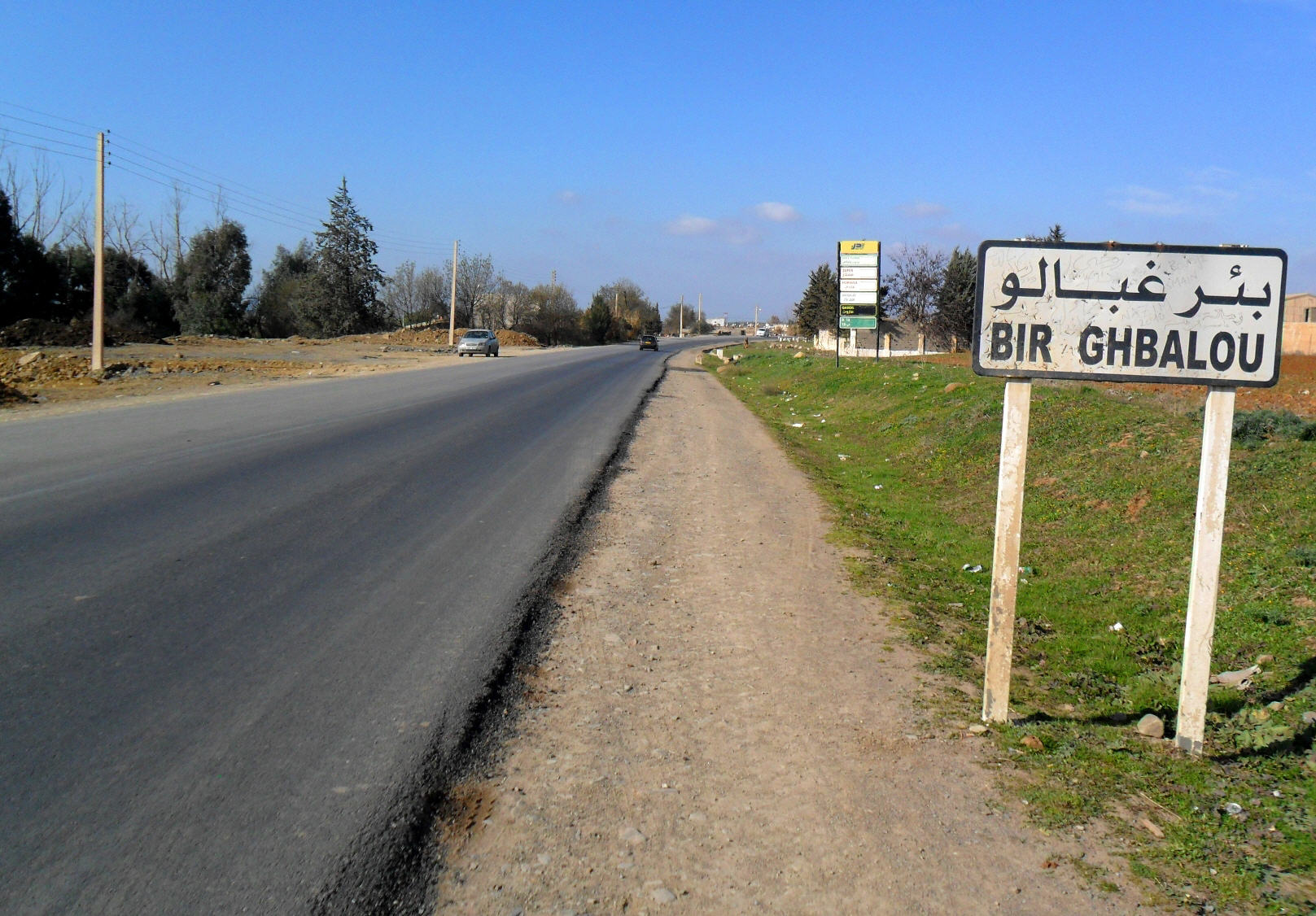
مدخل بئر غبالو (ولاية البويرة)
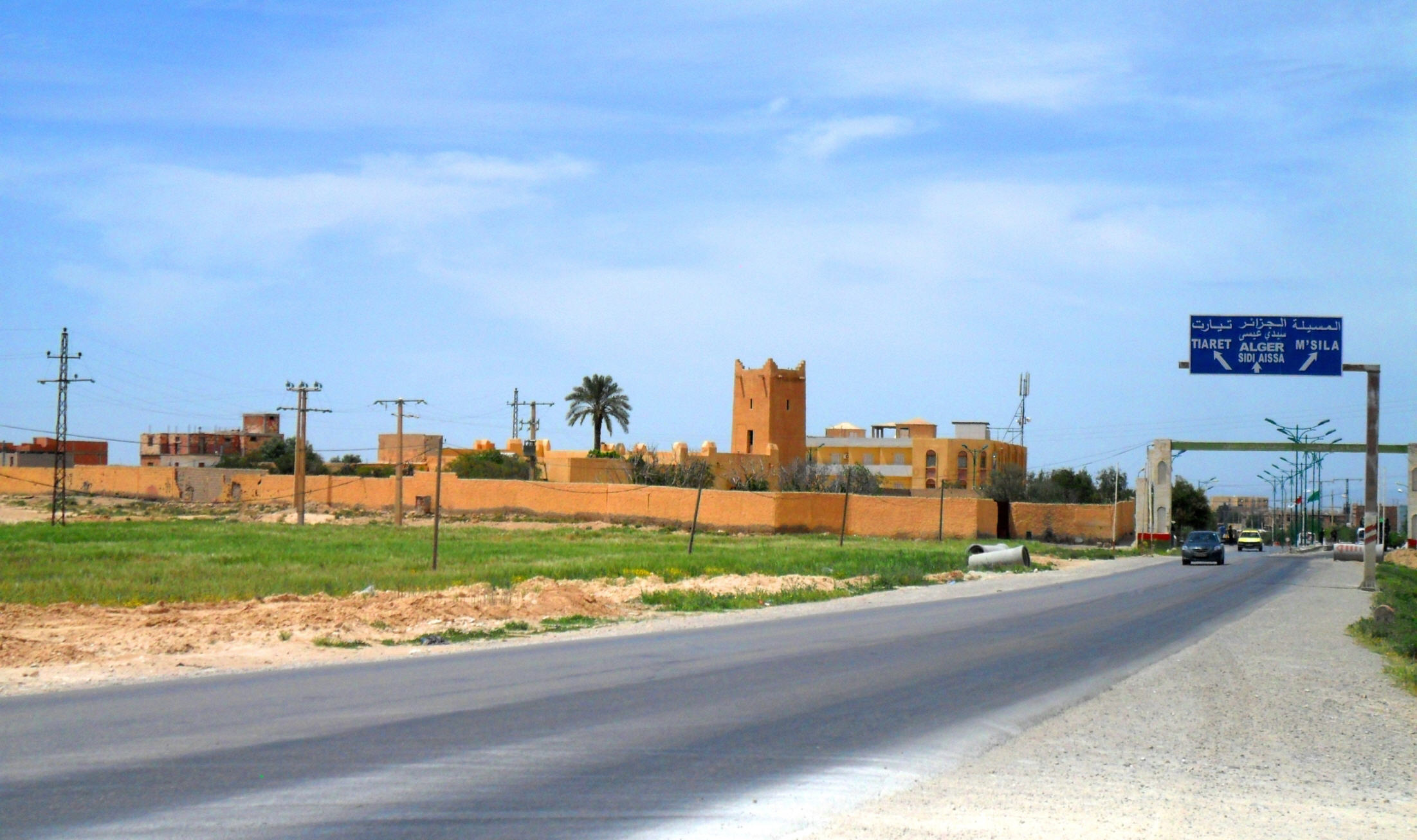
المدخل الجنوبي لبلدة عين الحجل (ولاية المسيلة)
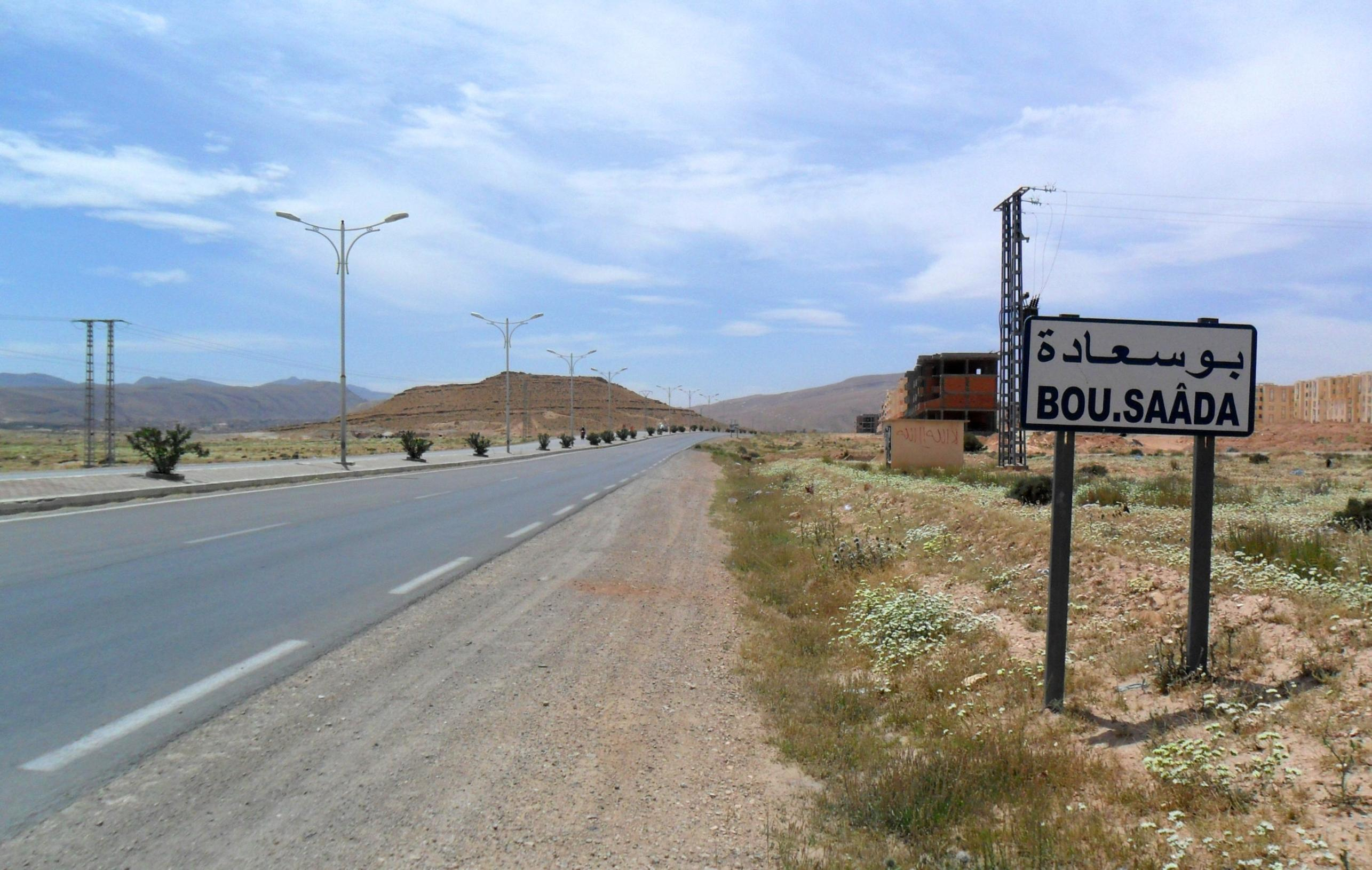
مدخل المدينة الجديدة بوسعادة